# Jan-Peter Tewes
Jan-Peter Tewes, född den 26 november 1968 i Mülheim an der Ruhr, Tyskland, är en tysk landhockeyspelare.
Han tog OS-guld i herrarnas landhockeyturnering i samband med de olympiska landhockeytävlingarna 1992 i Barcelona.